# Lucas Stauber

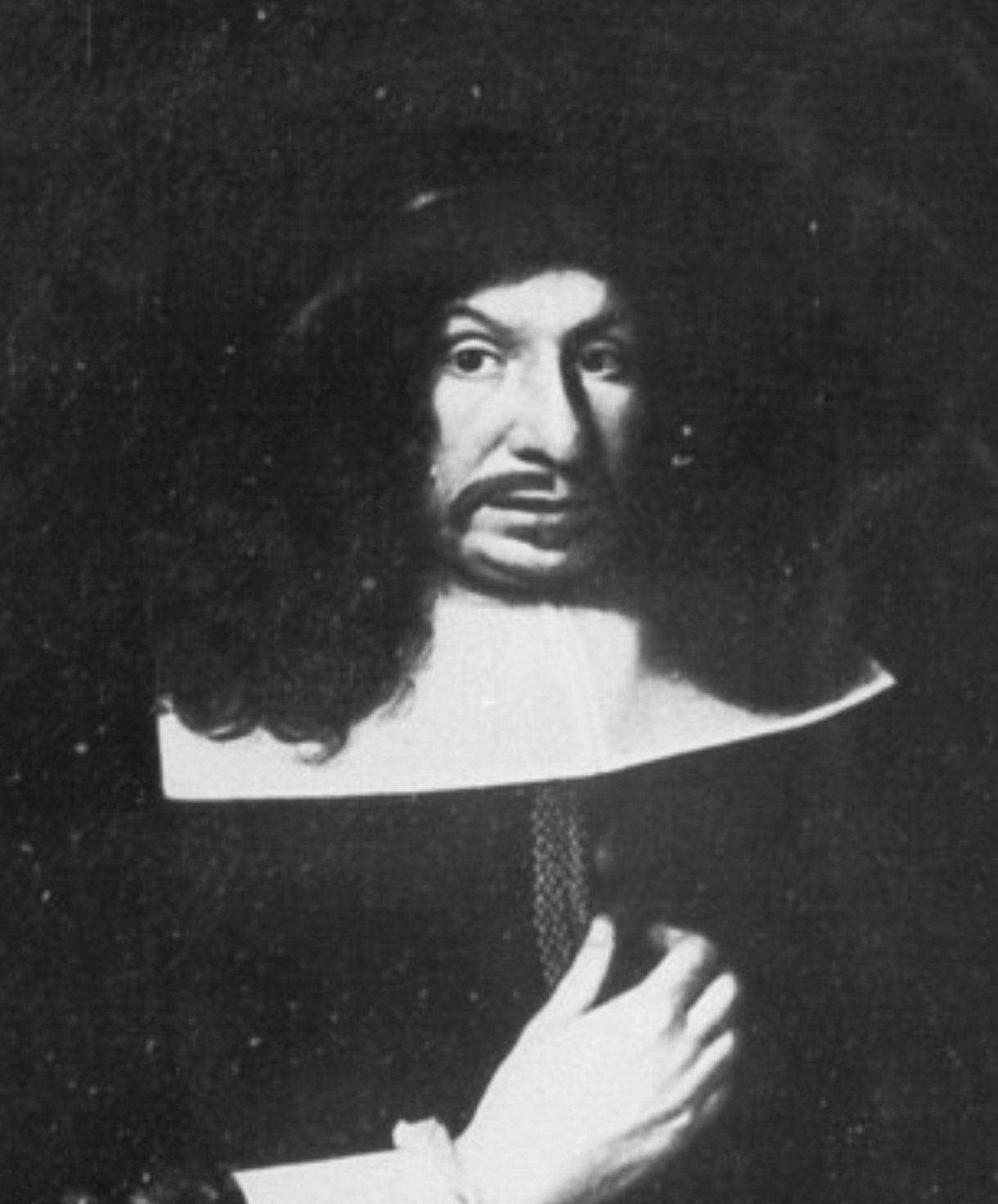
Lucas Stauber

Lucas Stauber (* 1617; † 16. September 1669) war ein deutscher Jurist und Ratsherr der Hansestadt Lübeck.

## Leben
Stauber studierte ab Sommer 1637 Rechtswissenschaften an der Universität Rostock. Danach bereiste er das Rheinland und die Niederlande. Er wurde 1654 in Lübeck zum Ratsherrn erwählt und war im Rat überwiegend als Gerichtsherr an den Lübecker Gerichten tätig. In seine Amtszeit als Ratsherr fallen sowohl der Kassarezess wie der Bürgerrezess als wichtigste Veränderungen der Lübecker Ratsverfassung in der Frühen Neuzeit. Fehling zitiert in der Ratslinie sein Trauergedicht: „solvere lites non segnis fuit et dubias cognoscere causas.“